# Хосе Сантакреу-Мансанет
Хосе Сантакреу-Мансанет (ісп. José Santacreu Mansanet; 16 липня 1909, Беніарда, Аліканте — 8 липня 1970, Москва) — журналіст, літературознавець і іспанський перекладач, який належав до покоління Другої іспанської республіки і був близький до так званої іспанської літератури в еміграції.

## БІографія
Після смерті батька мати змушена переїхати до Алкоя з чотирма дітьми: Томасом, Пепітою, Хосе та Марією. Там Хосе вирушає підмайстром у друкарню, де з часом він починає розвивати роботу дизайнера лінотипів, одночасно з роботою кореспондента різних газет в Алької, Аліканте та Валенсії. 1924 року він вступив до спілки друкарів, а згодом був обраний її секретарем.
У 1931 році він приєднався до Комуністичної партії Іспанії і заснував свою організацію в Кастельйон-де-ла-Плана, обравшись генеральним секретарем провінційного комітету. Він керує та публікує численні статті в тижневику Generación Roja de Castellón, а також у Heraldo de Castellón.
Після вибуху громадянської війни в Іспанії брав участь у Кастельйоні у формуванні батальйону імені італійського антифашистського політика Джакомо Маттеотті. Через п'ять днів після оголошення війни батальйон виходить битися за Теруель, а згодом бере участь в обороні Мадрида. Після падіння Кастельйона в 1938 році він переїхав до Мурсії, де керував газетою «Юнідад».
На останньому кораблі, який покидав республіканську Іспанію, прибув в Оран (французький Алжир), де французька влада розмістила біженців у імпровізованому концтаборі просто неба (чоловіки) та покинутій в'язниці (жінки). Потім вирушає у вигнання в СРСР на радянському кораблі, який прямує з Гавра до Ленінграда, куди прибуває 19 травня 1939. Його супроводжує дружина Пепіта Руїс (1914—2017) з Мадрида, з якою у нього будуть дві дочки, Марібель (1940—1996, лікар) і Кармен (1946 р. н., фізик).